# Robin Backhaus (Schwimmer, 1955)
Robin James Backhaus (* 12. Februar 1955 in Lincoln) ist ein ehemaliger US-amerikanischer Schwimmer.
Bei den Olympischen Spielen 1972 in München gewann er die Bronzemedaille über 200 m Schmetterling. 1973 wurde er erster Weltmeister über 200 m Schmetterling.